# Hans Bauer (Landrat)
Hans Bauer (* 22. Oktober 1892 in Stuttgart; † 2. April 1951 ebenda) war ein deutscher Verwaltungsjurist.

## Leben
Bauers Vater war Postinspektor. Er selbst studierte Jura u. a. in Tübingen und trat 1922 in die württembergische Innenverwaltung ein. Zunächst war er Amtmann im Oberamt Nürtingen, zum 1. Mai 1933 trat er in die NSDAP ein (Mitgliedsnummer 2.869.416). 1934 wurde er Amtsverweser und dann Landrat in Vaihingen. 1935 wurde er krankheitsbedingt auf Antrag Regierungsrat beim Oberamt Ludwigsburg, man setzte ihn jedoch bei der Ministerialabteilung für Bezirks- und Körperschaftsverwaltung ein. 1940 wurde er Regierungsrat beim Landesgewerbeamt.
Seit 1911 war er Mitglied der Verbindung Lichtenstein Tübingen.